# Huaping (köpinghuvudort i Kina, Guizhou Sheng, lat 28,04, long 107,79)
Huaping (kinesiska: 花坪, 花坪镇) är en köpinghuvudort i Kina. Den ligger i provinsen Guizhou, i den sydvästra delen av landet, omkring 190 kilometer nordost om provinshuvudstaden Guiyang. Antalet invånare är 16 212. Befolkningen består av 7 948 kvinnor och 8 264 män. Barn under 15 år utgör 27,0 %, vuxna 15-64 år 61 %, och äldre över 65 år 10,0 %.